# 那智山 (山)
那智山（なちさん）は和歌山県那智勝浦町北東部の内陸一帯にそびえる山々の総称。
名称の由来は、難地の義とも、熊野本宮大社や熊野速玉大社よりもノチ（後）に山が開かれたからともいわれるが定かではない。世界遺産・紀伊山地の霊場と参詣道の登録物件が所在する。

## 概要
那智山は那智川の源流域を構成し、大雲取山（966m）、烏帽子山（909m）、光ヶ峯（686m）、妙法山（749m）などの山々からなる。全域が吉野熊野国立公園の一部であり、那智滝やその水源林である那智原始林（天然記念物）に見られるような、深い自然の山と森林がのこされている。
現在でも熊野那智大社や、その別宮で滝をご神体とし本殿を持たない飛瀧神社など、往時の信仰をしのばせる遺跡が多く残る。また、周囲の自然などにかつての自然信仰の姿を見ることも出来る。富士山から322km程離れているが頂上などから天気の良い日は富士山が見える。

## 歴史
平安時代の那智山経塚などがあるように古くから信仰の山であり、聖地として歌われ、南海補陀落の山としても知られ、観音の浄土として修験者などの集まる霊場となっていた。なお、那智滝の神聖視、または那智滝が那智山の奥の妙法山に登るための禊祓の地であったことが聖地化の起源とされる。古い記録では、『枕草子』の中の那智滝に関する記述や、1078年（承暦2年）の那智山への参拝の記録などがある。後に多くの堂社が設けられて一山霊場となり、この間に浄蔵や花山法皇らが滝籠・山籠修行を行なった。
神仏習合による那智山を含めた熊野三山が成立するのは1083年（永保3年）以前のことで、この頃には一山の中心である熊野夫須美神を主神として祀る熊野夫須美神社（現・熊野那智大社）が成立していた。三山成立以降は上皇や貴族、庶民など多くの参詣者が訪れ、参詣の記録が残されている。また、那智滝とともに多くの和歌に詠まれている。
鎌倉時代初期には、この熊野夫須美神社を中心として那智山の聖地が組織されていた。この頃の山内の堂塔や神社には、那智十三所権現社（現・熊野那智大社）、如意輪堂（現・青岸渡寺）、滝本飛滝権現（現・飛瀧神社）、千手堂、山上不動堂、如法道場、奥之院（滝見寺）などがあり、さらに鎌倉時代から室町時代にかけて那智山御師家尊勝院、同実報院、同廊之坊に繋がる各坊などが存在し、室町時代後期になるとこの他に本願の各坊も登場した。

## 交通機関
- JR紀勢本線那智駅または紀伊勝浦駅より熊野交通バス約20～30分。